# Nikolai Michailowitsch Budarin
Nikolai Michailowitsch Budarin (russisch Николай Михайлович Бударин; * 29. April 1953 in Kirja, Tschuwaschien) ist ein ehemaliger russischer Kosmonaut.

## Raumflüge

### Mir EO-19
Am 27. Juni 1995 flog Nikolai Budarin als Teil der Stammbesatzung Mir EO-19 als erster russischer Weltraumneuling mit einem Space Shuttle zur Mir. Er kam mit dem Raumschiff Sojus TM-21 am 11. September 1995 zur Erde zurück.

### MIR EO-25
Vom 30. Januar bis zum 25. August 1998 war Budarin als Bordingenieur zur Stammbesatzung Mir EO-25 auf der Raumstation Mir.

### ISS-Expedition 6
Vom 25. November 2002 bis zum 3. Mai 2003 war er im Rahmen der ISS-Expedition 6 an Bord der Internationalen Raumstation.

## Politik
2007 wurde er in die Duma, das russische Parlament, gewählt.